# Qindu
Der Stadtbezirk Qindu (秦都区,  Qíndū Qū; Cindu) ist ein Stadtbezirk der bezirksfreien Stadt Xianyang der Provinz Shaanxi in der Volksrepublik China. Er hat eine Fläche von 116,3 Quadratkilometern und zählt 491.631 Einwohner (Stand: Zensus 2020).
Im Stadtbezirk liegen die Qin- und Han-zeitlichen Ruinen der Shahe-Brücke (沙河古桥遗址, Shāhé gǔ qiáo yízhǐ), die seit 2013 auf der Liste der Denkmäler der Volksrepublik China stehen.

## Administrative Gliederung
Auf Gemeindeebene setzt sich der Stadtbezirk aus sechs Straßenvierteln und sechs Großgemeinden zusammen. 